# Lübeck
Pour les articles homonymes, voir Lübeck (homonymie).
 (mai 2025).
Si vous disposez d'ouvrages ou d'articles de référence ou si vous connaissez des sites web de qualité traitant du thème abordé ici, merci de compléter l'article en donnant les références utiles à sa vérifiabilité et en les liant à la section « Notes et références ».
Lübeck  est une ville hanséatique d'Allemagne du Nord, dans le Land de Schleswig-Holstein. Avec une population de 216 277 habitants (2021), c'est la deuxième ville du Schleswig-Holstein, après Kiel, la capitale du Land. Son code de plaque d'immatriculation est HL, pour Hansestadt Lübeck.
Ce port de la mer Baltique est également surnommé « la reine de la Hanse » : c'était en effet la capitale de la Ligue hanséatique.
La ville fait partie de la liste du patrimoine mondial de l'UNESCO, notamment pour son architecture de briques rouges.

## Histoire

### Les débuts
De nombreux dolmens du Néolithique témoignent d'une première occupation dans les limites et aux alentours de la ville actuelle.

### La cité slave
L’est du Holstein fut colonisé par des tribus Slaves — principalement les Wagriens et les Polabes — à partir de la fin du VIIe siècle, dans le contexte du retrait partiel des populations germaniques. À la suite de la victoire de Charlemagne sur les Saxons, le territoire du Holstein oriental fut attribué aux Abodrites, alliés de l’Empire carolingien.
La colline insulaire de Buku (de), ou Bucu, située entre la Trave et la Wakenitz, était occupée dès le VIIe siècle par un habitat fortifié slave. Des fouilles archéologiques ont révélé une structure défensive comprenant une fosse large d'environ 3,5 m et profonde de 2,5 m, protégeant un habitat d'environ 6 hectares. Sur un promontoire formé par la Trave et la Schwartau (de), une première fortification en bois et terre fut édifiée vers 819, comme l’attestent les datations dendrochronologiques. Au Xe siècle, Liubice était, avec Starigrad (« vieille cité ») aujourd’hui Oldenbourg, l’un des deux principaux centres politiques des Abodrites.
Sous le règne du prince abordite chrétien Gottschalk (env. 1043–1066), la place forte fut reconstruite et dotée d’un nouveau rempart daté de 1055. La ville, en conflit permanent avec les Lutices, peuple slave opposé à la christianisation, connut un essor religieux et commercial avant que Gottschalk ne soit assassiné en 1066, événement qui entraîna la destruction partielle des infrastructures chrétiennes. En 1093, le prince Henri (fils de Gottschalk) prit le pouvoir après avoir éliminé Kruto et fit de Liubice sa résidence. Sous son règne, la cité se dota : d’une église en pierre, construite vers 1100, à l’intérieur de la forteresse ; d’une colonie de marchands saxons établie à proximité, avec enceinte propre et église dédiée ; d’un port actif sur la Trave ; et, possiblement, d’un atelier monétaire local. À la mort d’Henri en 1127, les luttes internes affaiblirent la principauté. En 1128 — ou selon certaines sources en 1138 —, Liubice fut incendiée par les Ranes (ou Rugiens), une tribu slave de Rügen. Le site perdit alors son rôle politique et ne retrouva pas son importance passée avant la fondation de la ville actuelle de Lübeck en 1143.

### La colonisation allemande et le château fort de Lübeck
La ville de Lübeck dans sa situation actuelle sur la colline, fut ensuite refondée en 1143 par le comte Adolphe II de Schauenburg et Holstein en réutilisant les fortifications existantes. Lübeck devint la première ville portuaire allemande sur la mer Baltique.
Le chroniqueur Helmold von Bosau, dans sa Chronica Slavorum rédigée vers 1147, décrit un château protégé par un talus de bois et de terre. Des fouilles ont mis au jour un puits daté autour de 1155, attestant d'une occupation continue.
En 1158, Adolphe II dut céder le château à Henri le Lion dans un contexte de tensions politiques liées à la succession danoise. Après un incendie en 1159, Henri fit reconstruire la ville.
Après la chute de Henri en 1181, Lübeck fut placée sous administration impériale, sans que cela n'entraîne encore de changement de statut juridique. Elle fut ensuite brièvement rattachée au Duché de Saxe jusqu'en 1192, puis au Comté de Holstein, bien que ce contrôle ait été contesté et de courte durée,. De 1217 à 1227, la ville et le château furent sous domination du roi Valdemar II de Danemark, qui confirma les privilèges urbains.
Le 28 août 1226, l'empereur Frédéric II accorda à Lübeck le statut de ville impériale libre par une charte impériale (Privilegium Fridericianum). Toutefois, ce statut resta sans effet immédiat, la ville demeurant de facto sous occupation danoise jusqu'à la bataille de Bornhöved en 1227, qui mit fin à la domination du Danemark en Holstein et en Wagrie.
En 1229, l'ancien château fut remplacé par un monastère dominicain dédié à sainte Marie-Madeleine (Burgkloster), devenu l’un des plus importants établissements monastiques du nord de l’Allemagne. Aujourd'hui, le site est intégré au European Hansemuseum et fait partie du périmètre classé au Patrimoine mondial de l'UNESCO.

### Le temps de la Hanse
(août 2025).
La mise en forme du texte ne suit pas les recommandations de Wikipédia : il faut le « wikifier ».
Les points d'amélioration suivants sont les cas les plus fréquents. Le détail des points à revoir est peut-être précisé sur la page de discussion.
- Les titres sont pré-formatés par le logiciel. Ils ne sont ni en capitales, ni en gras.
- Le texte ne doit pas être écrit en capitales (les noms de famille non plus), ni en gras, ni en italique, ni en « petit »…
- Le gras n'est utilisé que pour surligner le titre de l'article dans l'introduction, une seule fois.
- L'italique est rarement utilisé : mots en langue étrangère, titres d'œuvres, noms de bateaux, etc.
- Les citations ne sont pas en italique mais en corps de texte normal. Elles sont entourées par des guillemets français : « et ».
- Les listes à puces sont à éviter, des paragraphes rédigés étant largement préférés. Les tableaux sont à réserver à la présentation de données structurées (résultats, etc.).
- Les appels de note de bas de page (petits chiffres en exposant, introduits par l'outil «  Source ») sont à placer entre la fin de phrase et le point final[comme ça].
- Les liens internes (vers d'autres articles de Wikipédia) sont à choisir avec parcimonie. Créez des liens vers des articles approfondissant le sujet. Les termes génériques sans rapport avec le sujet sont à éviter, ainsi que les répétitions de liens vers un même terme.
- Les liens externes sont à placer uniquement dans une section « Liens externes », à la fin de l'article. Ces liens sont à choisir avec parcimonie suivant les règles définies. Si un lien sert de source à l'article, son insertion dans le texte est à faire par les notes de bas de page.
- La présentation des références doit suivre les conventions bibliographiques. Il est recommandé d'utiliser les modèles {{Ouvrage}}, {{Chapitre}}, {{Article}}, {{Lien web}} et/ou {{Bibliographie}}. Le mode d'édition visuel peut mettre en forme automatiquement les références.
- Insérer une infobox (cadre d'informations à droite) n'est pas obligatoire pour parachever la mise en page.

Pour une aide détaillée, merci de consulter Aide:Wikification.
Si vous pensez que ces points ont été résolus, vous pouvez retirer ce bandeau et améliorer la mise en forme d'un autre article.
Grâce à sa position stratégique entre la mer du Nord et la mer Baltique, à l'embouchure de la Trave, Lübeck profita dès le milieu du XIIe siècle d’un essor rapide fondé sur le commerce maritime. En 1159, après l’abandon du projet concurrent de Löwenstadt et la cession du site par le comte Adolphe II de Schauenburg et Holstein, Henri le Lion fit reconstruire la ville à la suite de sa destruction par un incendie en 1157. Pour cela, il renonça à sa résidence de Bardowick, affirmant ainsi l'importance stratégique du site.
En 1160, Lübeck obtint le droit urbain de Soest (Soester Stadtrecht), qui servit de base juridique à son autonomie municipale. Cette étape est aujourd’hui considérée comme le début de la Hanse des marchands, antérieure à la formation de la Hanse des villes proprement dite.
Le tournant décisif eut lieu en 1161 avec le privilège d’Artlenbourg, par lequel Henri le Lion garantissait aux marchands de Lübeck l’égalité de droits avec les marchands goths (Gotländer), jusque-là dominants dans le commerce en mer Baltique. Cette égalité juridique renforça considérablement la position des marchands saxons sur les routes commerciales de la Baltique.
Parallèlement, les chroniques d’Helmold von Bosau (Chronica Slavorum) et de son successeur Arnold von Lübeck témoignent dès cette époque du développement de Lübeck et des relations avec les tribus slaves des régions environnantes.
En 1182, l’empereur Frédéric Barberousse investit le duc Bogislav Ier de Poméranie du fief de Lübeck et du duché de Poméranie. Puis, en 1188, un privilège impérial accorda à Lübeck un territoire et des droits commerciaux étendus, renforçant sa position face aux villes rivales.
La constitution municipale mise en place par Henri le Lion établissait un conseil de vingt membres, issus exclusivement de l’élite marchande, et cooptés selon un mécanisme interne. Jusqu’à quatre maires pouvaient être élus parmi eux. Une règle importante interdisait la présence simultanée de plusieurs membres d’une même famille, ce qui visait à limiter les dynasties. Ce modèle oligarchique se maintint en grande partie jusqu’au XIXe siècle.
Au cours du XIVe siècle, Lübeck devint la capitale de la Ligue hanséatique et la deuxième ville d’Allemagne après Cologne. Elle exerçait alors une juridiction d’appel pour l’ensemble de la Hanse, et son droit urbain (Lübisches Recht) servit de modèle à de nombreuses villes en Baltique et en Allemagne du Nord.
En coopération étroite avec Hambourg, Lübeck dominait une grande partie du commerce entre la Scandinavie, Novgorod et l’Europe occidentale. Pour protéger ses routes maritimes, la ville entretenait une flotte militaire importante, utilisée notamment contre la piraterie.
Le déclin progressif de la Hanse, amorcé à la fin du XVe siècle, réduisit l’influence de Lübeck, qui demeura néanmoins un centre commercial actif jusqu’à l’époque moderne.

### XIXesiècle
Prise par les Français le 6 novembre 1806 (bataille de Lübeck), Lübeck fut formellement incorporée à l'Empire français en 1810 (elle devint l’une des sous-préfectures du département français des Bouches-de-l'Elbe), puis restituée par le congrès de Vienne.
La ville est intégrée dans la confédération de l'Allemagne du Nord créée en 1866 qui fera elle-même partie de l'Empire allemand fondé en 1871.

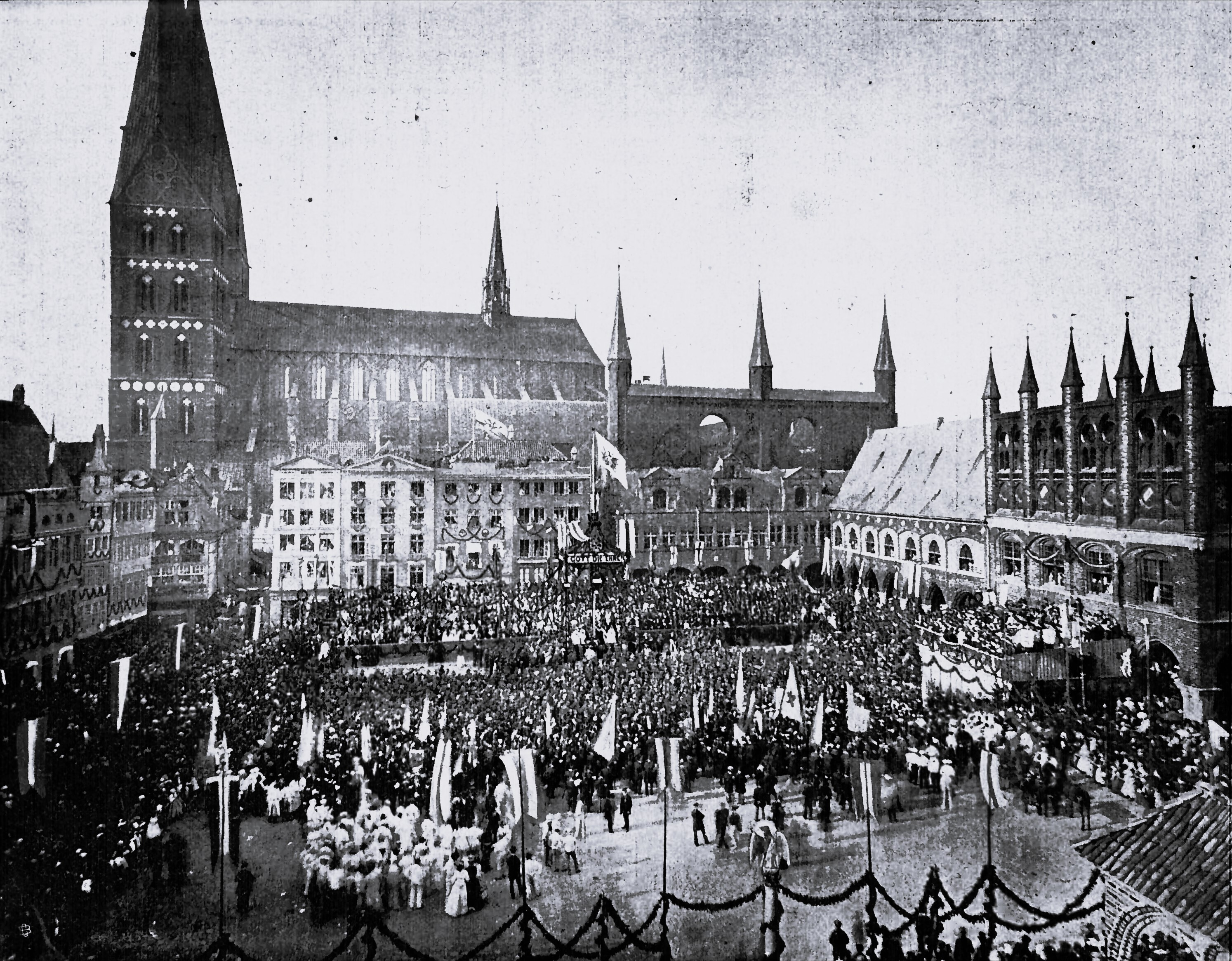
Entrée du bataillon Fusilier le 18 juin 1871 à Lübeck.

Pendant la guerre franco-allemande, le bataillon de fusiliers de Lübeck faisait partie du 76e régiment d'infanterie.
Le jour de la bataille de Loigny, le 2 décembre 1870, le commandant de la 17e division, Hugo von Kottwitz, s'avança devant le bataillon Fusilier du régiment, les exhortant à « commémorer la bravoure de la Ligue hanséatique ». Son attaque se porta au nord tandis que les autres bataillons se tournaient vers Loigny. Ce choc surprit tellement les Français qu'ils furent envahis sur leur flanc. La bataille devait devenir le mythe fondateur du dernier régiment de Lübeck, le 162e régiment d'infanterie (de).
Lorsque le commandant du bataillon revint à Lübeck avec son bataillon, il fut nommé commandant du régiment.

### XXesiècle
En 1919, la ville hérite de la gestion de la fortune d'Emil Possehl, marchand et industriel, qui lui légua son héritage sous la forme d'une fondation à but non lucratif ; Possehl, basée à Lübeck, gère aujourd'hui plus d'une centaine de sociétés européennes.
En 1937, Lübeck perdit son autonomie territoriale par le décret dit loi du Grand-Hambourg (en allemand : Groß-Hamburg-Gesetz) l'intégrant à la province du Schleswig-Holstein qui faisait alors partie de la Prusse.
La nuit du 28 au 29 mars 1942 voit le premier bombardement massif d'une grande ville allemande par la Royal Air Force britannique.
Le bilan est très lourd : 320 morts, 784 blessés, 1 425 habitations détruites, incendie de la vieille ville, destruction de l'église Sainte-Marie, de la cathédrale et d'autres monuments. L'église gothique Saint-Jacques est l'une des seules à ne pas avoir été touchée.
Le 3 mai 1945, dans la baie de Lübeck eut lieu le naufrage du Cap Arcona, du Thielbek et du Deutschland coulés par la RAF. Le bilan est de 7 000 à 8 000 morts.
Le 4 mai 1945, des unités de la 11e division blindée britannique de la IIe Armée britannique occupent la ville.
En 1946, la ville est rattachée au Land de Schleswig-Holstein. Toute proche de la frontière de la République démocratique allemande, elle accueillit un grand nombre de réfugiés.

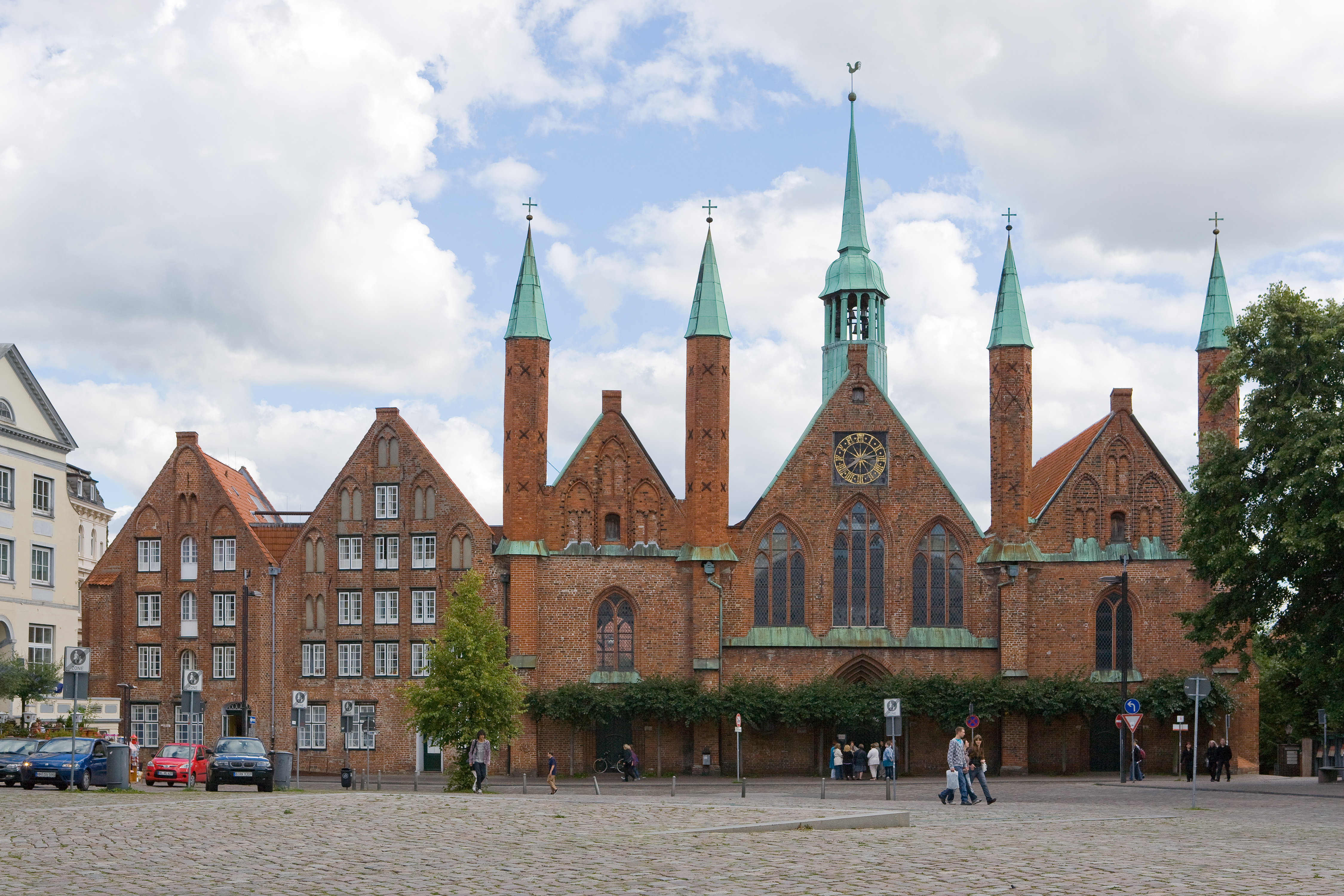
Vue de l'hospice du Saint-Esprit (XIIIe siècle), Koberg.

## Géographie
La vieille ville de Lübeck se trouve sur un îlot au confluent de la Wakenitz avec la Trave, rivière navigable qui s'ouvre dans la mer Baltique 17 km plus au nord-est, dans le quartier de Travemünde (lübeckois depuis 1329). Plusieurs ponts sur la Trave et la Wakenitz lient la vieille ville aux quartiers plus récents. Vers le sud, un canal (canal Elbe-Lübeck) relie la ville à l'Elbe.
Le territoire lübeckois avoisine le Land de Mecklembourg-Poméranie-Occidentale. C'était donc une ville frontalière de la partition de l'Allemagne en 1949 à sa réunification en 1990, faisant face à la République démocratique allemande.

### Communes voisines
Les communes suivantes sont voisines de Lübeck. Elles se situent toutes dans le Schleswig-Holstein excepté trois qui se trouvent dans le Land de Mecklembourg-Poméranie-Occidentale :
- Arrondissement du Mecklembourg-du-Nord-Ouest (Nordwestmecklenburg) dans le Mecklembourg-Poméranie-Occidentale qui comprend les villes de Dassow, Selmsdorf et Lüdersdorf.
- Arrondissement du duché de Lauenbourg (Herzogtum Lauenburg) avec les communes de Groß Grönau et Groß Sarau, Klempau, Krummesse, Rondeshagen et Bliestorf ainsi que Groß Schenkenberg.
- Arrondissement de Stormarn qui comprend Klein Wesenberg, Wesenberg, Hamberge, Badendorf, Heilshoop et Mönkhagen.
- Arrondissement du Holstein-de-l'Est (Ostholstein) avec Stockelsdorf, Bad Schwartau ainsi que Ratekau et Timmendorfer Strand.

Les arrondissements de Herzogtum Lauenburg et Stormarn appartiennent déjà à l'agglomération de Hambourg, métropole européenne. Lübeck, en tant que ville principale, forme avec Stockelsdorf, Bad Schwartau, Ratekau et Groß Grönau une agglomération. Une urbanisation importante, du fait de l'attrait de la région, se développe également dans les communes voisines du Land de Mecklembourg-Poméranie-Occidentale.
La commune de Krummesse possède une caractéristique unique en Allemagne, elle possède la plus longue frontière communale relativement à son territoire.
Dans les communes frontalières de Lübeck résident environ 70 000 habitants, de sorte que son agglomération atteint les 283 000 habitants.

### Organisation de la ville
Depuis la décision des citoyens du 28 septembre 1972, la ville de Lübeck est divisée en dix quartiers (Stadtteile). Ceux-ci sont eux-mêmes divisés en 35 arrondissements (Stadtbezirke).
Les 10 quartiers avec leurs numéros administratifs et nombres d'habitants sont :
- 01 Innenstadt (environ 12 000 habitants)
- 02 St. Jürgen (environ 40 000 habitants)
- 03 Moisling (environ 10 000 habitants)
- 04 Buntekuh (environ 10 000 habitants)
- 05 St. Lorenz-Süd (environ 12 000 habitants)
- 06 St. Lorenz-Nord (environ 40 000 habitants)
- 07 St. Gertrud (environ 40 000 habitants)
- 08 Schlutup (environ 6 000 habitants)
- 09 Kücknitz (environ 20 000 habitants)
- 10 Travemünde (environ 15 000 habitants)

Les quartiers lübeckois ont acquis chacun une identité propre au cours du temps.

#### Innenstadt

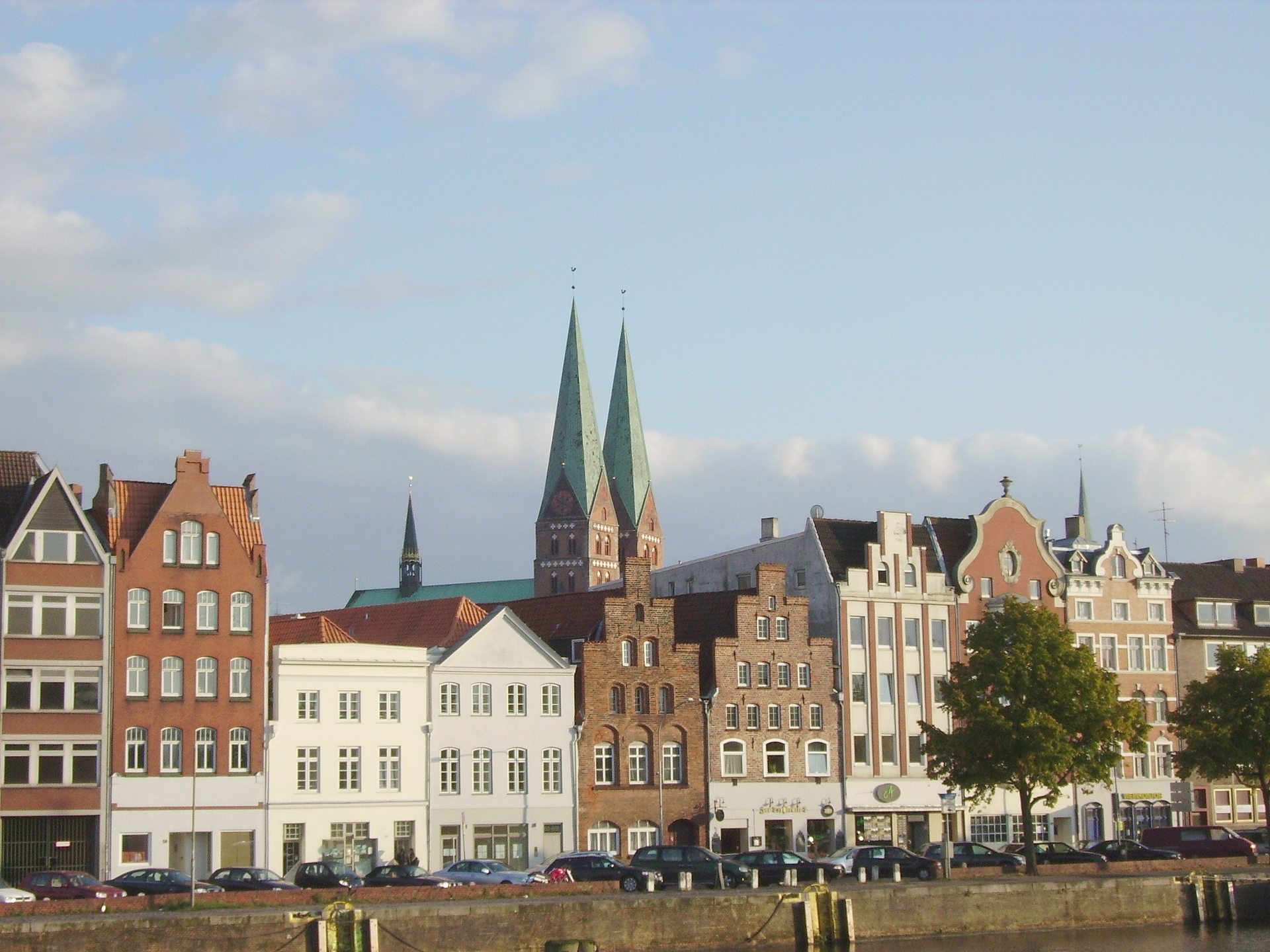
Vue de la vieille ville avec les flèches de l'église Sainte-Marie au fond.

L'Innenstadt (le centre-ville) est le centre touristique de Lübeck, le quartier le plus vieux et le plus petit. L'Innenstadt se situe principalement sur l'Altstadtinsel (littéralement île de la vieille ville) entre la Trave et le Wakenitz et qui s'étend sur environ 2 kilomètres du nord au sud et 1,5 kilomètre d'est en ouest. Quelques bâtiments significatifs se situent sur une petite île environnante (par exemple la Holstentor, qui se situe à l'extrémité de la Wallhalbinsel. Pour quitter l'Innenstadt, on doit dans tous les cas utiliser un pont qui franchit l'ancienne ceinture de fortification autour de la ville. La nouvelle ville, au contraire de la majorité des autres villes, ne s'accole pas directement à l'ancienne ville médiévale.

#### Sankt Lorenz-Nord et Sankt Lorenz-Süd
À l'ouest de la Holstentor se trouvent les deux banlieues de Sankt Lorenz-Nord et Sankt Lorenz-Süd, séparée par le chemin de fer. C'est l'église St. Lorenz sur le Steinrader Weg, qui se trouve à l'emplacement de la chapelle d'un cimetière datant d'une épidémie de peste au XVIe siècle. De la moitié à la fin du XIXe siècle, ces banlieues furent surtout construites pour les classes pauvres et moyennes, et une culture ouvrière s'y établit. Dans la Meierstraße dans le St. Lorenz-Süd naquit Willy Brandt. Karl Friedrich Stellbrink, un pasteur lubecquois victime du nazisme, travaillait dans le quartier de St. Lorenz-Süd. Aujourd'hui les immeubles et les industries (Drägerwerk AG) dominent toujours ces quartiers qui comportent peu d'espaces verts.

#### Buntekuh et Moisling
Au-delà de la voie ferrée après St. Lorenz-Süd se trouvent les quartiers de Buntekuh et Moisling qui sont recouverts d'immeubles des années 1960. Dans le quartier de Buntekuh, on trouve également des zones industrielles étendues le long de l'A1. Le quartier de Moisling au contraire de celui de Buntekuh possède une histoire centenaire : déjà au XVIIe siècle il y avait à cet emplacement une cité danoise dont la majeure partie de la population était de confession juive. Aujourd'hui subsiste encore un cimetière israélite. Le quartier de Buntekuh (littéralement vache colorée) doit son nom à un domaine agricole qui existait ici jusqu'à la fin des années 1950. Ce domaine reçut ce nom d'après le nom d'un voilier de la Hanse le Bunte Kuh, qui conduisit en 1401 l'attaque contre le pirate Klaus Störtebeker.

#### Sankt Jürgen
Au sud de la vieille ville sur la péninsule de Wakenitz et à la bordure est de la vieille ville, se trouve le quartier Sankt Jürgen, recouvert au nord par un quartier résidentiel de villas et au sud plutôt par des immeubles des années 1950 aux années 1970. Ce quartier prend fin au sud avec une large ceinture d'espaces verts constituée de champs et de prairies dans la campagne de Lauenburg. À l'est le quartier est délimité par la Wakenitz, à cet endroit à cause de l'ancienne frontière entre les deux Allemagnes se trouve dans les plaines alluviales un parc naturel. Dans St. Jürgen se situent les deux plus grands établissements d'enseignement supérieur de la ville, l'université et la Fachhochschule. St. Jürgen possède avec l'Innenstadt la plus forte concentration étudiante. À l'origine St. Jürgen était une banlieue avec des exploitations horticoles et des pâturages. Aujourd'hui, seules quatre exploitations horticoles subsistent du fait de l'urbanisation des terrains comme le quartier de l'université qui s'est étendu depuis l'ancien monastère.

#### Sankt Gertrud
Sankt Gertrud au nord de la vieille ville est comme St. Jürgen, à proximité de la vieille ville, recouverte de demeures classiques et de villas d'époque autour du parc municipal et de la Wakenitz. Plus à l'est se situent des quartiers d'habitations modernes pour toutes les couches sociales.
Sur la Trave, se trouve le très intéressant village de pêcheurs de Gothmund avec des chaumières qui ont conservé leurs toits de chaume. Ici se trouve aussi la forêt municipale de Lauerholz, dans lequel la frontière avec l'ancienne RDA se laisse suivre.

#### Schlutup
Au-delà de la forêt communale de Lauerholz se trouve le petit quartier de Schlutup, qui est avant tout recouvert par les poissonneries du port sur la Trave qui se transforme actuellement en port spécialisé dans les emballages papier. Dans Schlutup se trouvait avant la réunification le passage frontalier nord entre la RFA et la RDA : le chemin d'acheminement vers Rostock et Sassnitz en utilisant la B105.

#### Kücknitz
Au nord de la Trave se trouve Kücknitz, l'ancien quartier industriel de Lübeck. Ici jusque dans les années 1980, de la fonte, du coke, du ciment, du cuivre entre autres furent produits par des hauts-fourneaux. Aujourd'hui le musée du travail, dans l'atelier historique Herrenwyk, rappelle cette époque. À Kücknitz se trouve une partie importante du port de Lübeck, qui est constituée entre autres d'un nouveau terminal de conteneurs. Le chantier naval Flender, riche en tradition de ce quartier, fit faillite en 2002.

#### Travemünde
À l'embouchure de la Trave se situe enfin Travemünde, qui fut déjà annexée à Lübeck au XIVe siècle et qui depuis 1801 est reconnue en tant que station balnéaire. Les attraits de Travemünde sont sa large plage de sable sur le site même ou sur la presqu'île Priwall (de) qui ne pouvait être atteinte que par bac avant la réunification car elle était fermée par la RDA.
Au sud de la presqu'île se trouve la Pötenitzer Wiek, une baie de la Trave qui à cause de la proximité avec la frontière conserve une biodiversité importante. À Travemünde se situe le port de Skandinavienkai (de), le grand port allemand de croisière sur la mer Baltique qui a des liaisons avec de nombreux ports comme Trelleborg, Helsinki ou Klaipėda.

## Culture

### Artistes
- Thomas Mann (1875-1955) : romancier, prix Nobel de littérature (1929), auteur notamment de Les Buddenbrook, inspiré par la vie de sa famille à Lübeck.
- Günther Grass (1927-2015) : écrivain, poète et artiste visuel, prix Nobel de littérature (1999), auteur du Tambour (Die Blechtrommel).
- Bernt Notke (v. 1440-1509) : peintre et sculpteur d’origine probable de Lübeck, auteur du célèbre Totentanz (Danse macabre) de l’église Sainte-Marie.
- Dieterich Buxtehude (v. 1637-1707) : organiste et compositeur baroque, maître de chapelle à l’église Sainte-Marie, influença notamment Johann Sebastian Bach.
- Ida Boy-Ed (1852-1928) : romancière et journaliste, figure féminine importante de la vie culturelle lübeckoise du tournant du XXᵉ siècle.

### Architecture
En 1987, l'UNESCO déclara patrimoine mondial les parties conservées de la vieille ville. L'aire protégée par l'UNESCO comprend les bâtiments les plus importants de la ville, tels que l'hôtel de ville (Rathaus), le Koberg (quartier du XIIIe siècle entièrement conservé) ou le Holstentor.

#### Le style gothique de brique
Lübeck incarne le style gothique de brique, un style architectural majeur dans les régions fortement urbanisées de l’Allemagne du Nord et autour de la mer Baltique, caractérisé par l’usage abondant de briques de terre cuite en l’absence de granit naturel ou de grès. L’église Sainte-Marie, construite entre 1250 et 1352, est considérée comme la « mère des églises de briques » dans l’espace hanséatique, ayant servi de modèle à plus de soixante-dix édifices dans la région. De ce fait, Lübeck joue un rôle essentiel non seulement dans la diffusion, mais dans l’ancrage et le prestige de la Backsteingotik comme forme d’expression visuelle et symbolique du pouvoir marchand hanséatique.

#### Principaux monuments
- Holstentor : porte monumentale de brique gothique édifiée entre 1464 et 1478, vestige des anciennes fortifications de Lübeck, symbole de la puissance hanséatique de la ville. Restaurée au XIXᵉ siècle, elle abrite aujourd’hui un musée sur l’histoire urbaine et commerciale.
- Musée européen de la Hanse : inauguré en 2015, il retrace l’histoire de la Ligue hanséatique à travers collections archéologiques, documents d’archives et reconstitutions immersives. Installé sur le site d’anciens bâtiments médiévaux, il combine architecture contemporaine et vestiges historiques.
- Maison des Buddenbrook : demeure familiale du XIXᵉ siècle, rendue célèbre par le roman Les Buddenbrook de Thomas Mann, transformée en musée dédié à l’écrivain et à son œuvre.
- L'église Sainte-Marie : construite entre 1250 et 1350 en brique gothique, elle fut un modèle architectural pour de nombreuses églises de la Baltique. Gravement endommagée en 1942, elle a été restaurée et conserve des vestiges de ses fresques et orgues historiques.Elle contient une reproduction moderne de la célèbre danse macabre de Lübeck.
- Synagogue de Lübeck : édifiée en 1880 dans un style néo-mauresque, elle fut détruite lors de la Nuit de cristal en 1938 ; un nouvel édifice, inauguré en 1960, abrite aujourd’hui la communauté juive de Lübeck.
- Cathédrale de Lübeck : fondée en 1173 par Henri le Lion, d’abord romane puis agrandie en style gothique de brique, elle est l’une des plus anciennes églises de la ville ; reconstruite après les bombardements de 1942.
- Le Rathaus : hôtel de ville commencé vers 1230, mêlant gothique de brique et ajouts Renaissance, il témoigne de la richesse marchande de Lübeck ; encore siège du gouvernement municipal.
- Maison Günter Grass : ouverte en 2002 dans une ancienne maison de canuts, elle présente des expositions sur l’œuvre littéraire et graphique de l’écrivain, prix Nobel de littérature, ainsi que ses archives et travaux artistiques.
- KOLK 17 Figurentheater & Museum : installé dans des maisons gothiques près du Holstentor, il présente une importante collection internationale de marionnettes, ombres et automates[37]. Lieu de spectacle vivant, il propose aussi une programmation de théâtre de figures pour enfants et adultes.

#### Le Koberg
Le « Koberg » est la grande place située au nord de la vieille ville de Lübeck, entourée notamment par l’église Saint-Jacques (St. Jakobi) et l’Hôpital du Saint-Esprit ; l’ensemble constitue un quartier médiéval largement préservé et intégré au périmètre UNESCO.

#### Illustrations

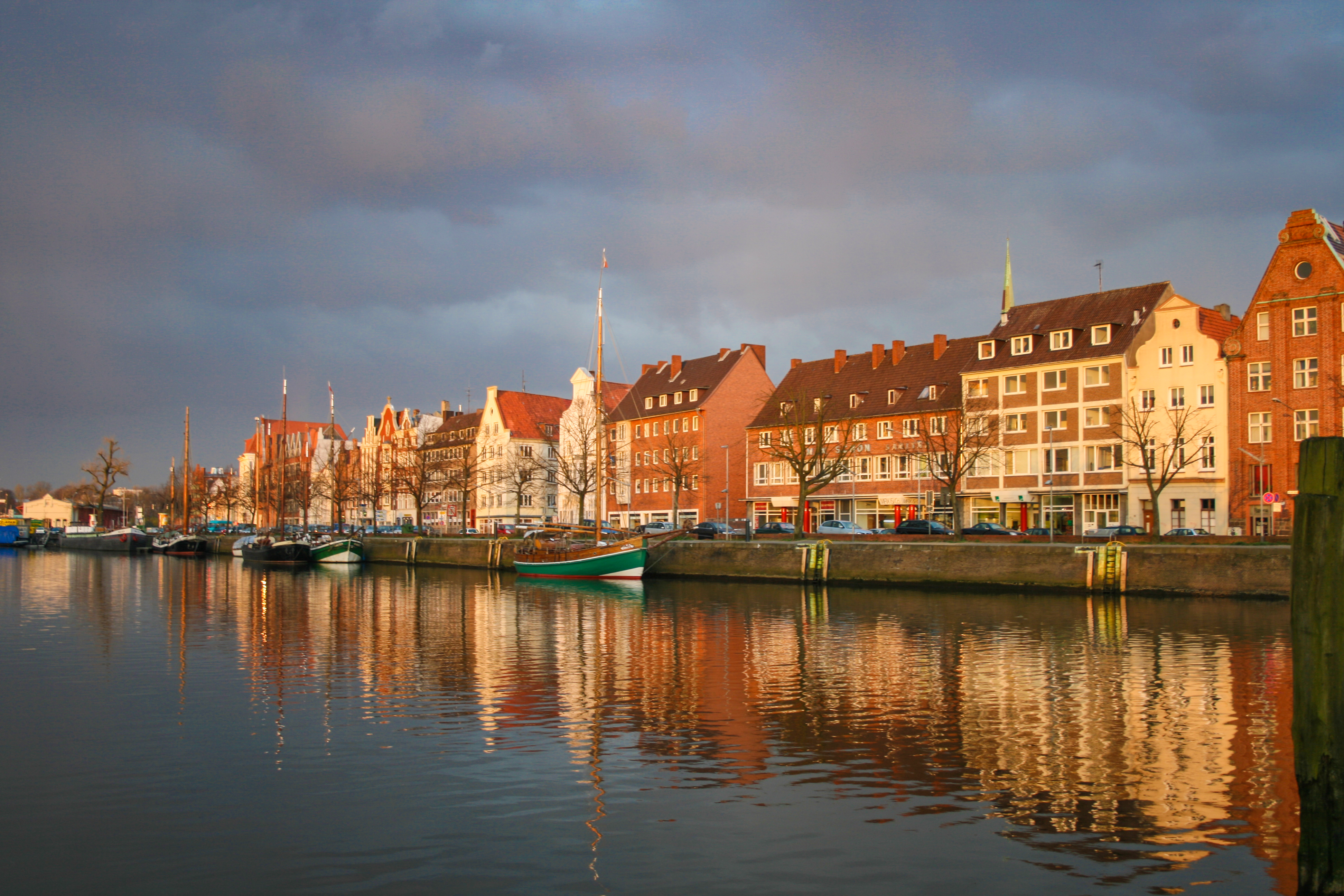
Lübeck, Trave.
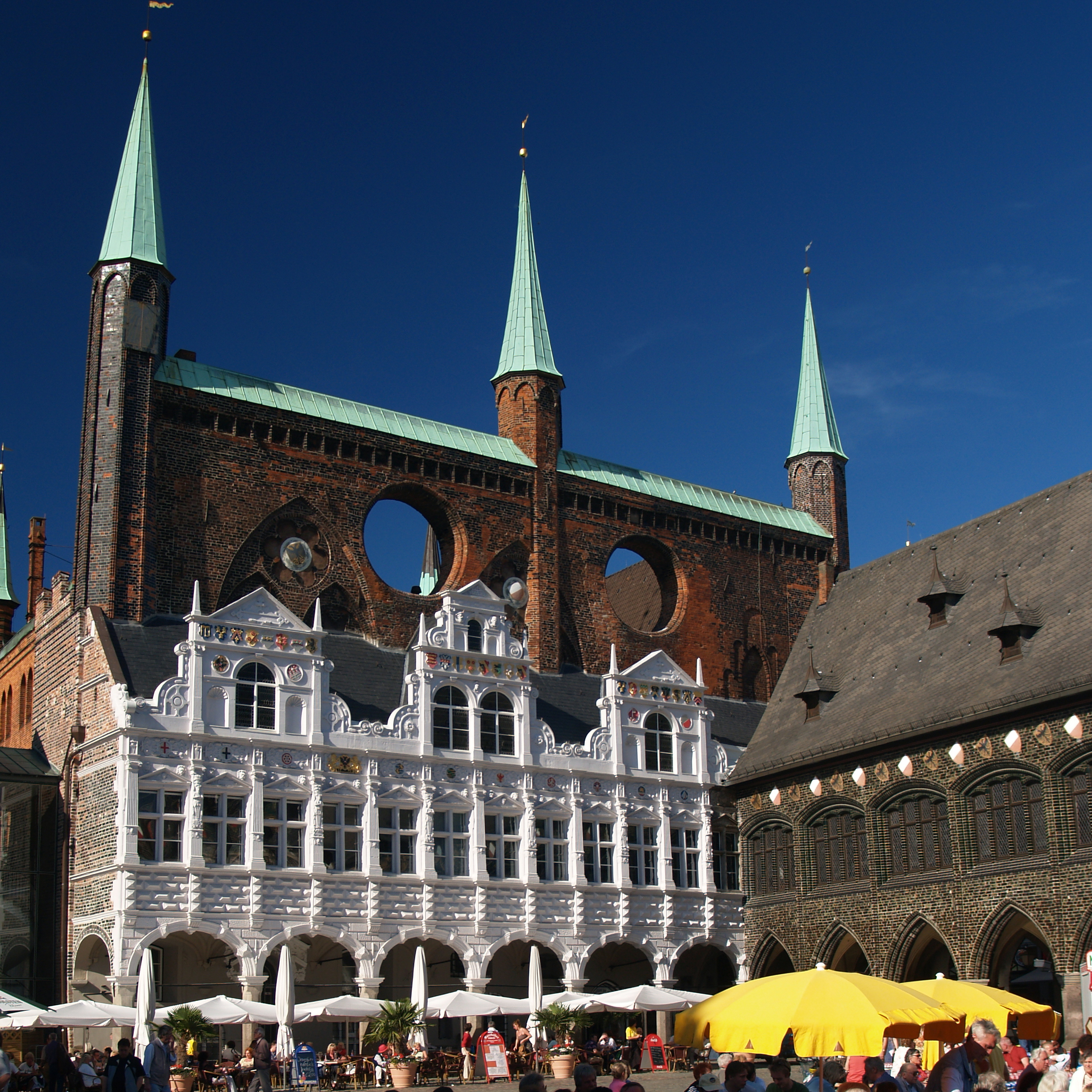
Place du Marché et le Rathaus.
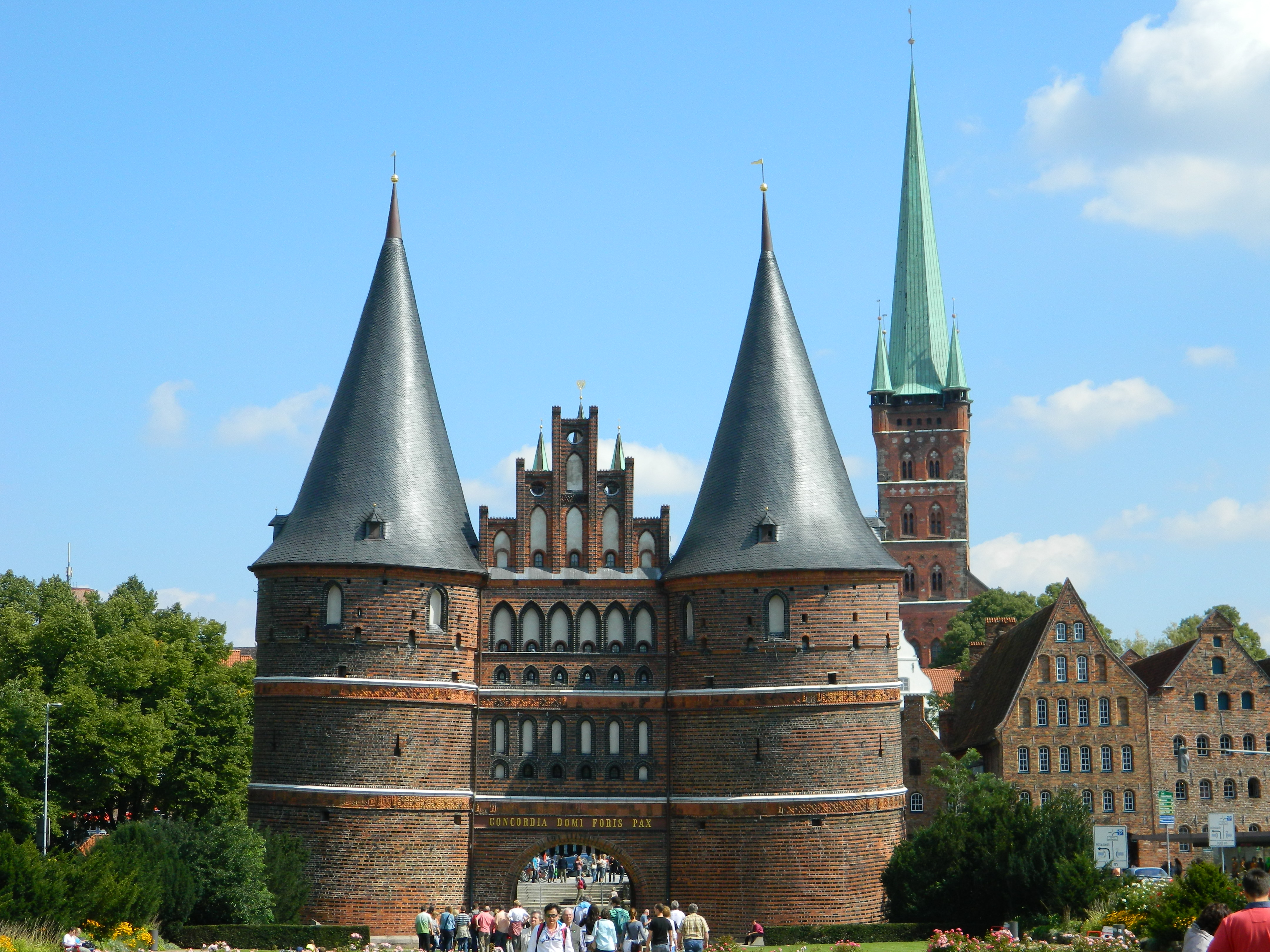
Le Holstentor, célèbre porte de la ville.
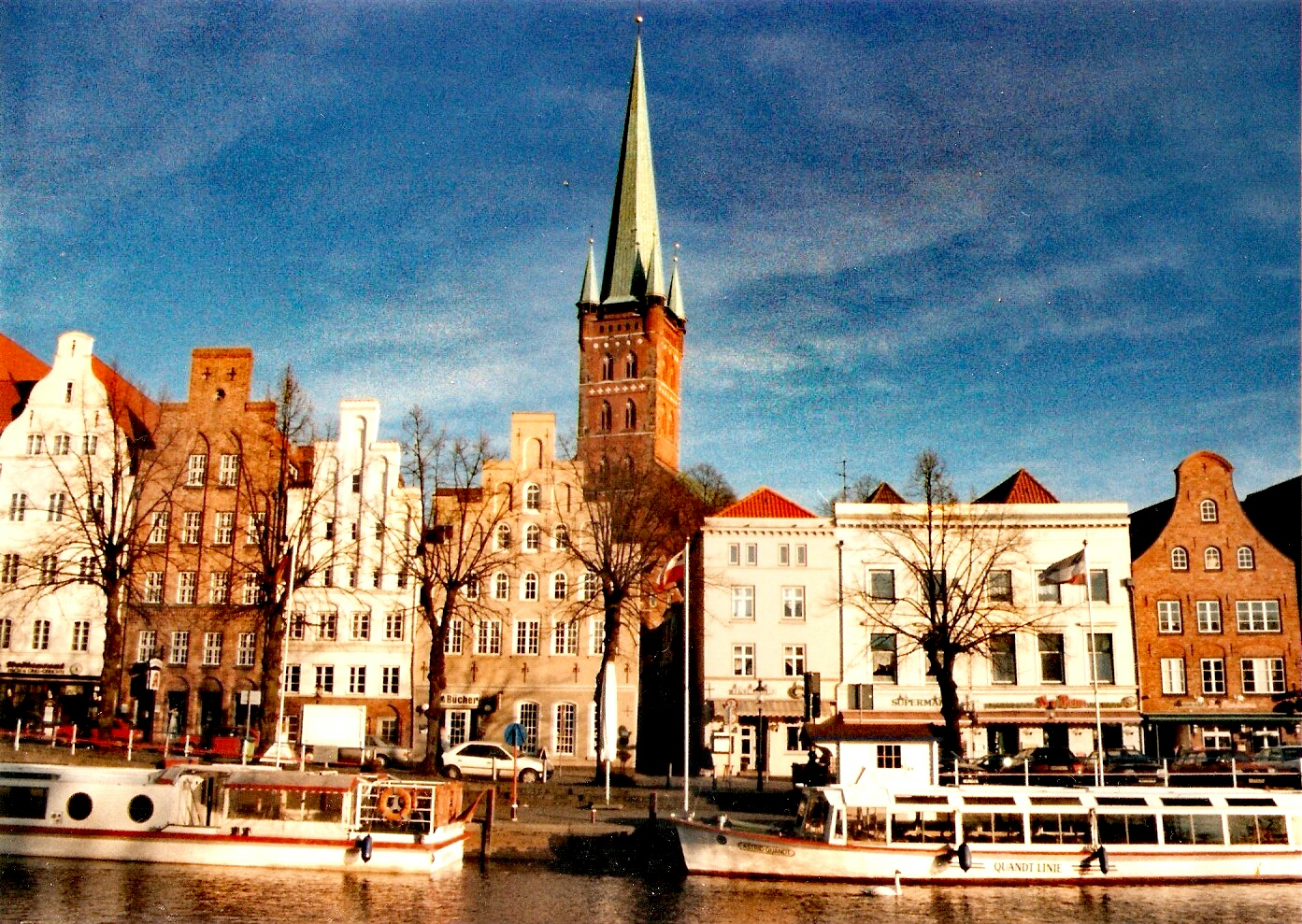
L'église Saint-Pierre (de) (St. Petri).
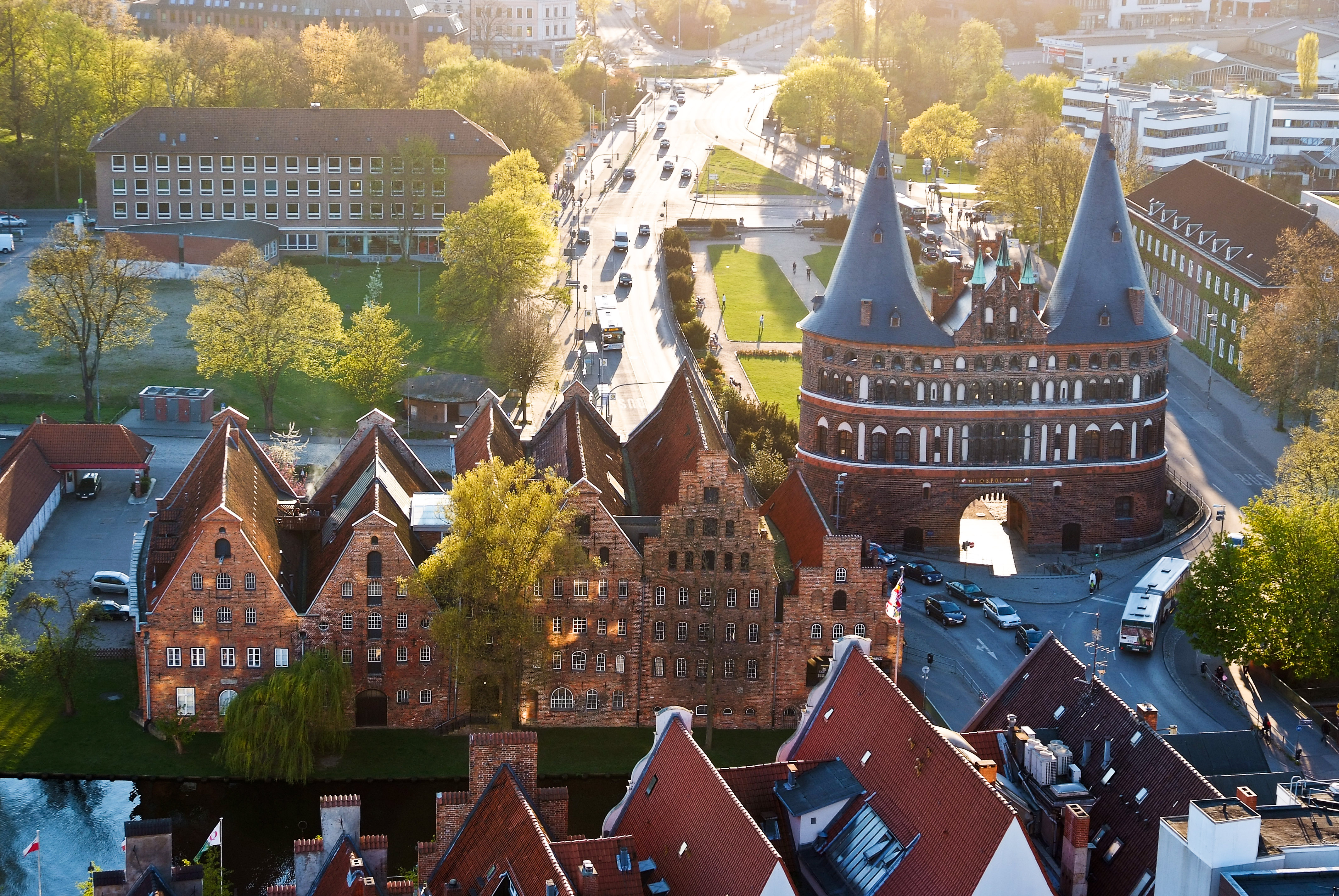
Le Holstentor et des rangs de demeures anciennes.
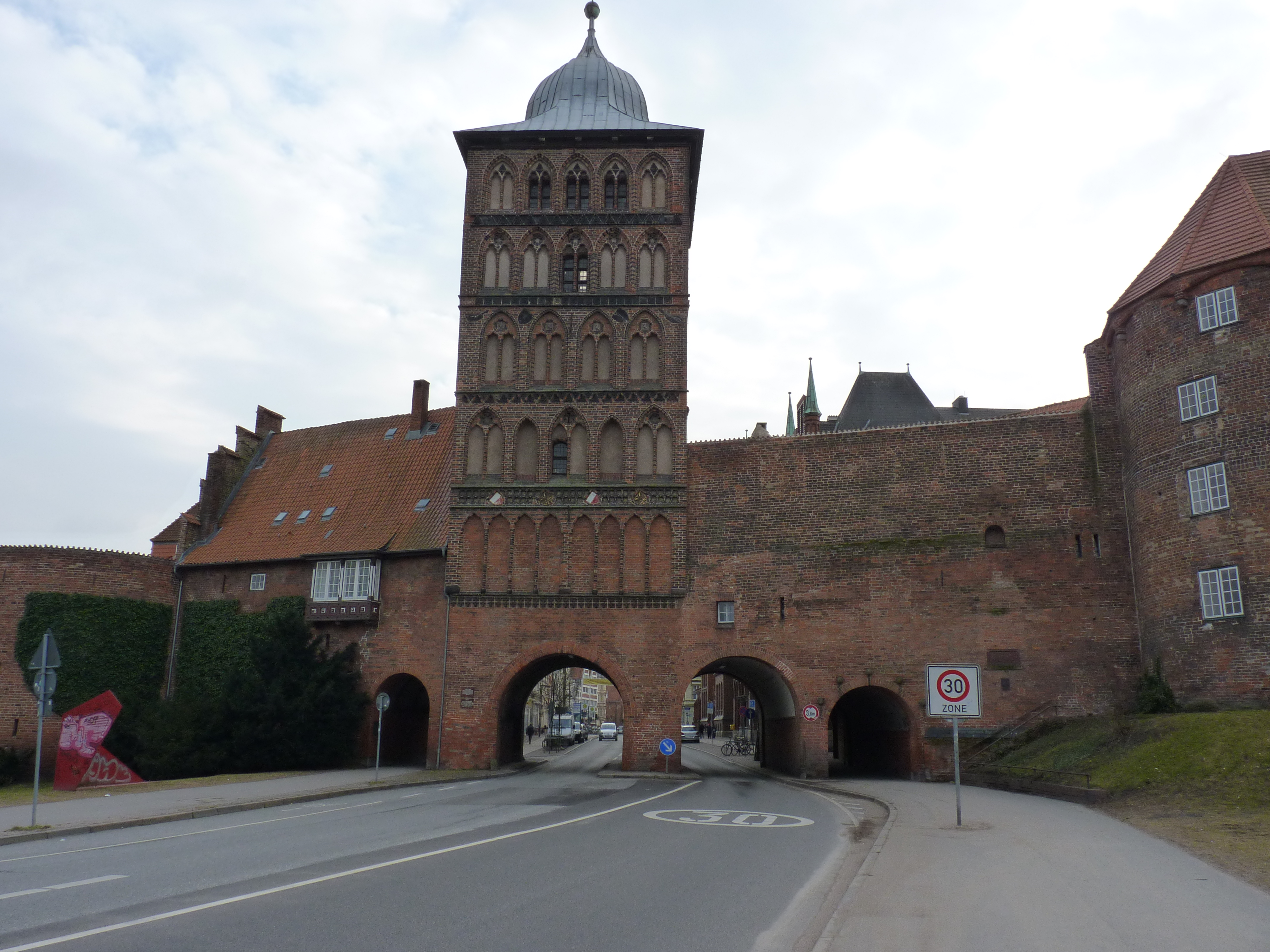
Le Burgtor (porte du Château).
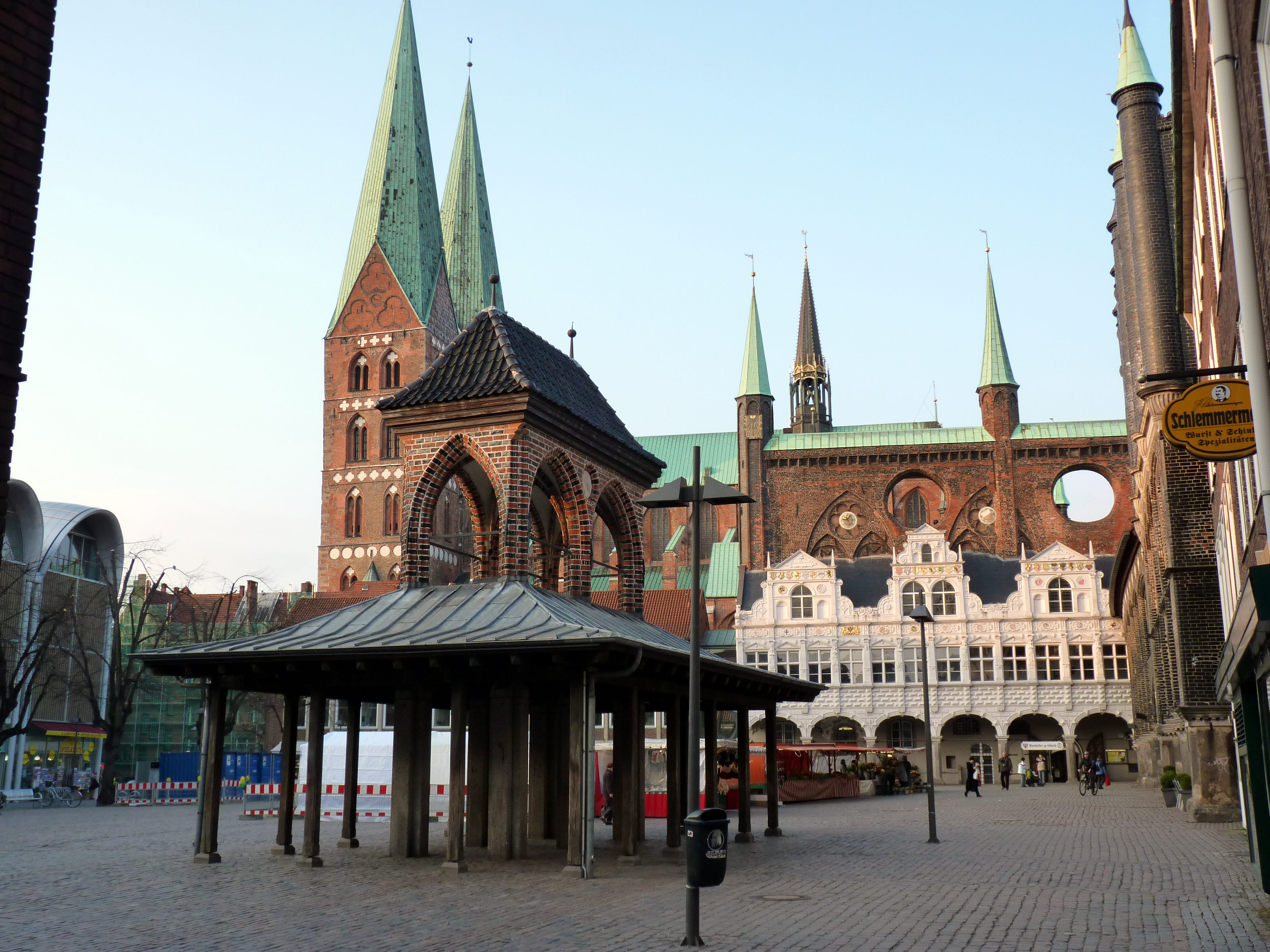
La place du marché.
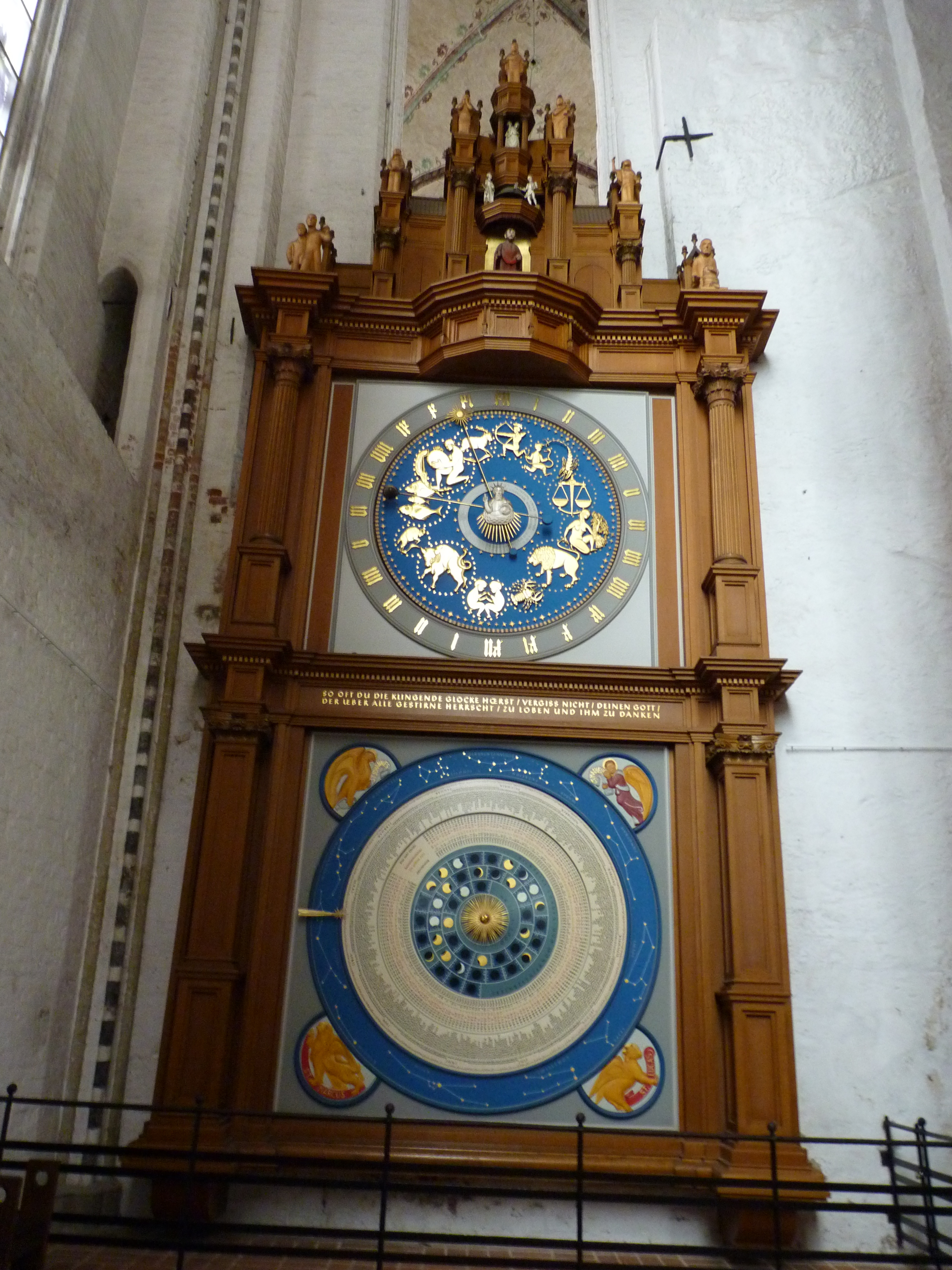
L'horloge astronomique de l'église Sainte-Marie.
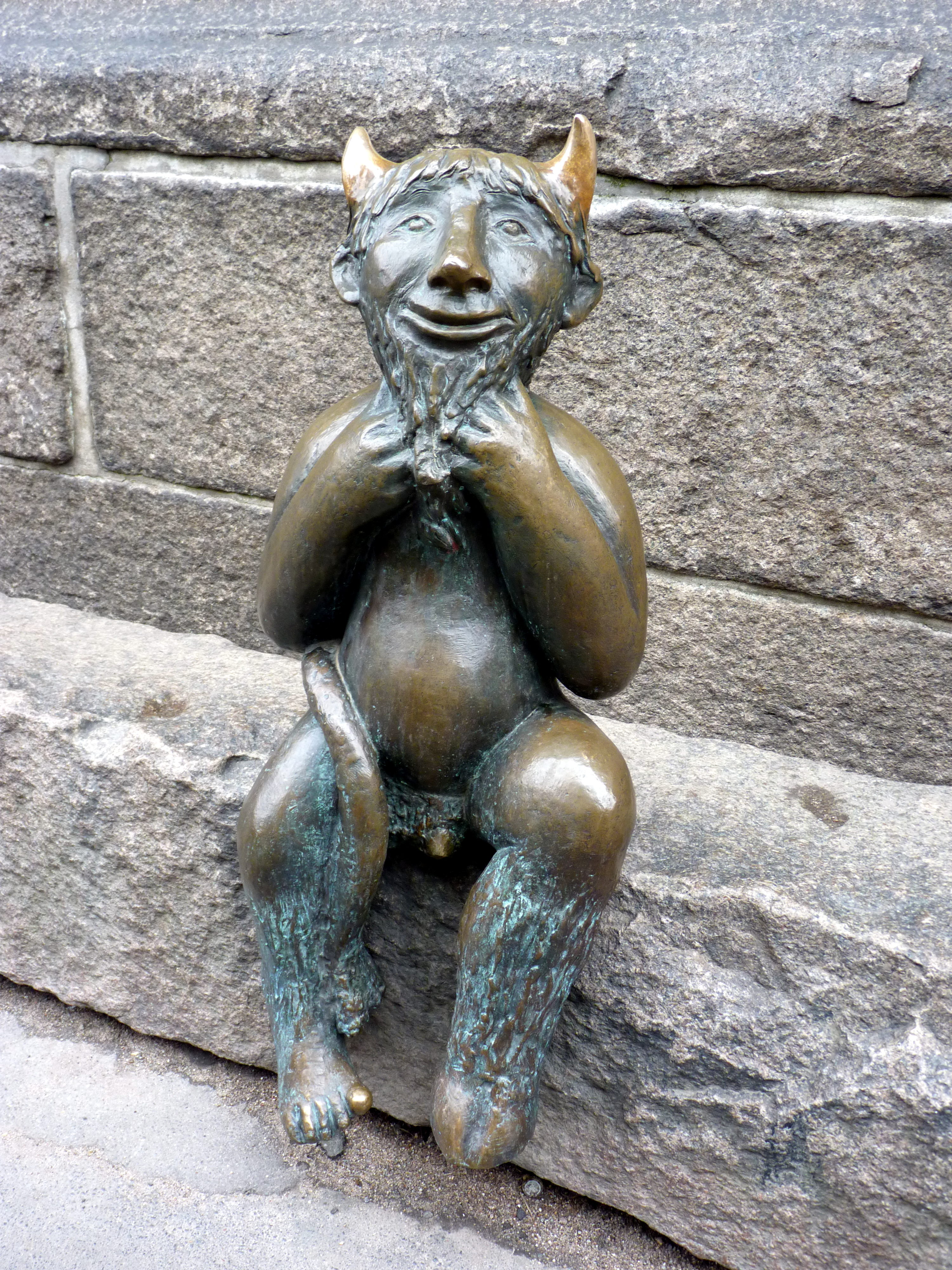
Le petit diable de Rolf Goerler devant l'église Sainte-Marie.
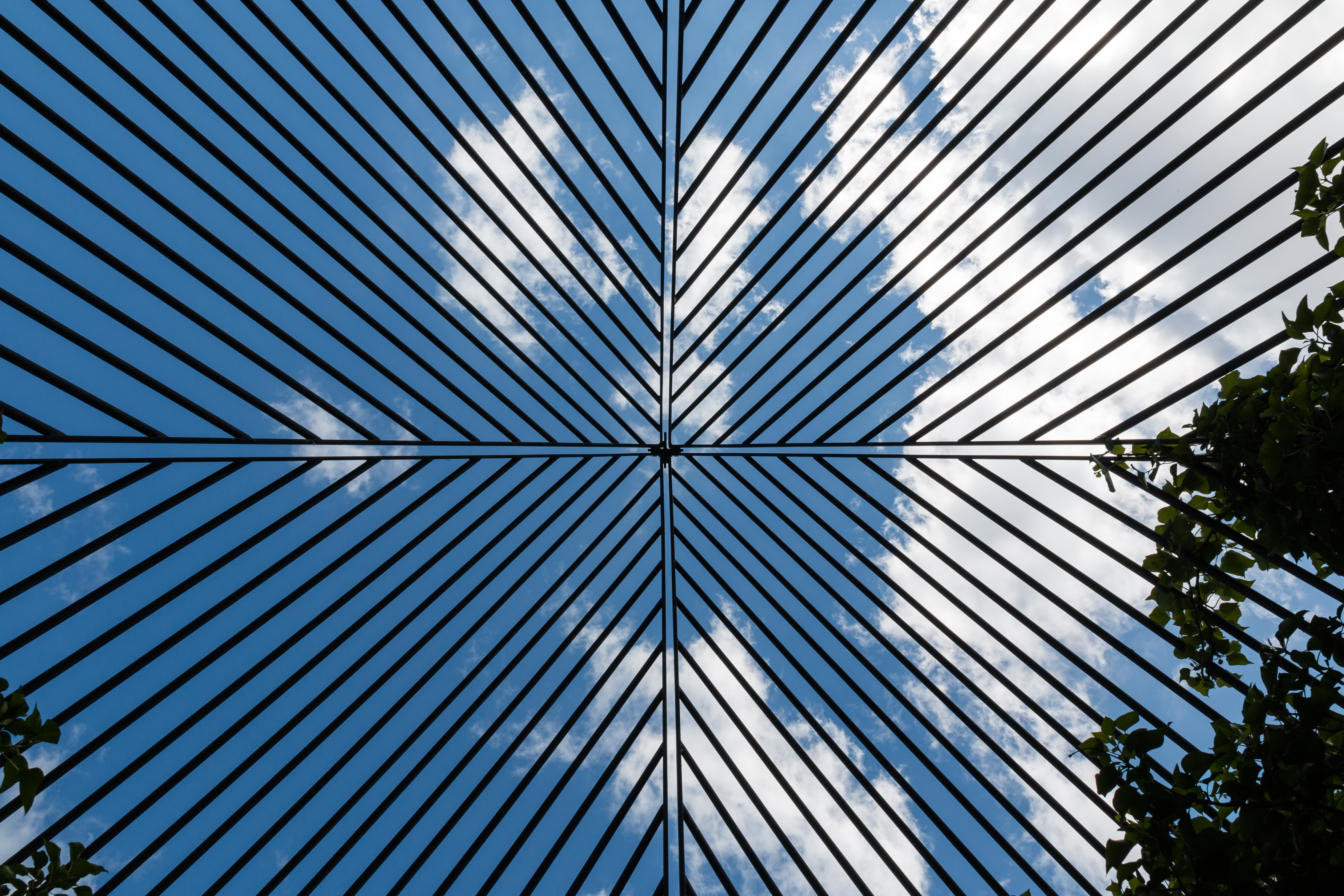
Plafond de la Gerichtslaube.
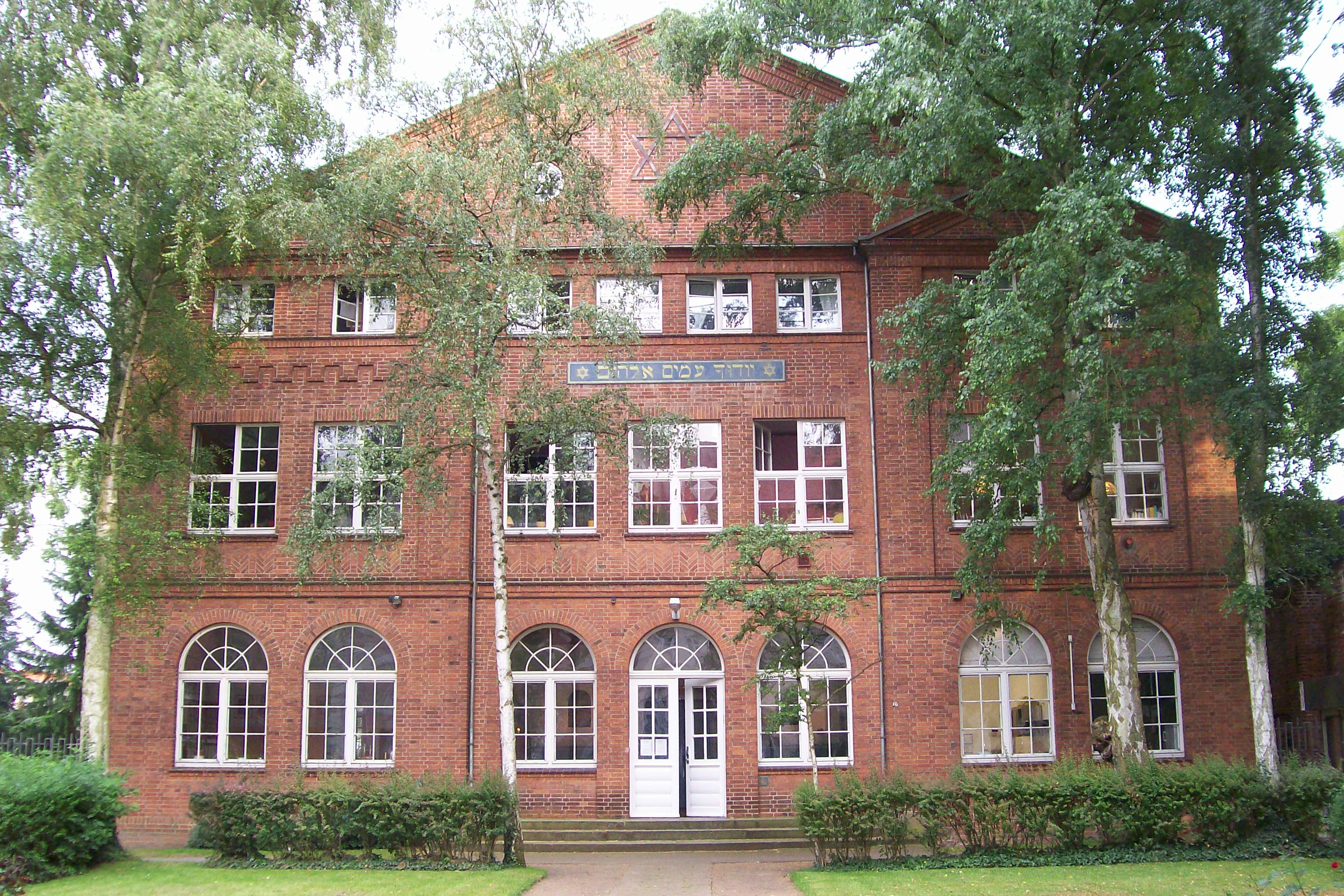
La synagogue de Lübeck.
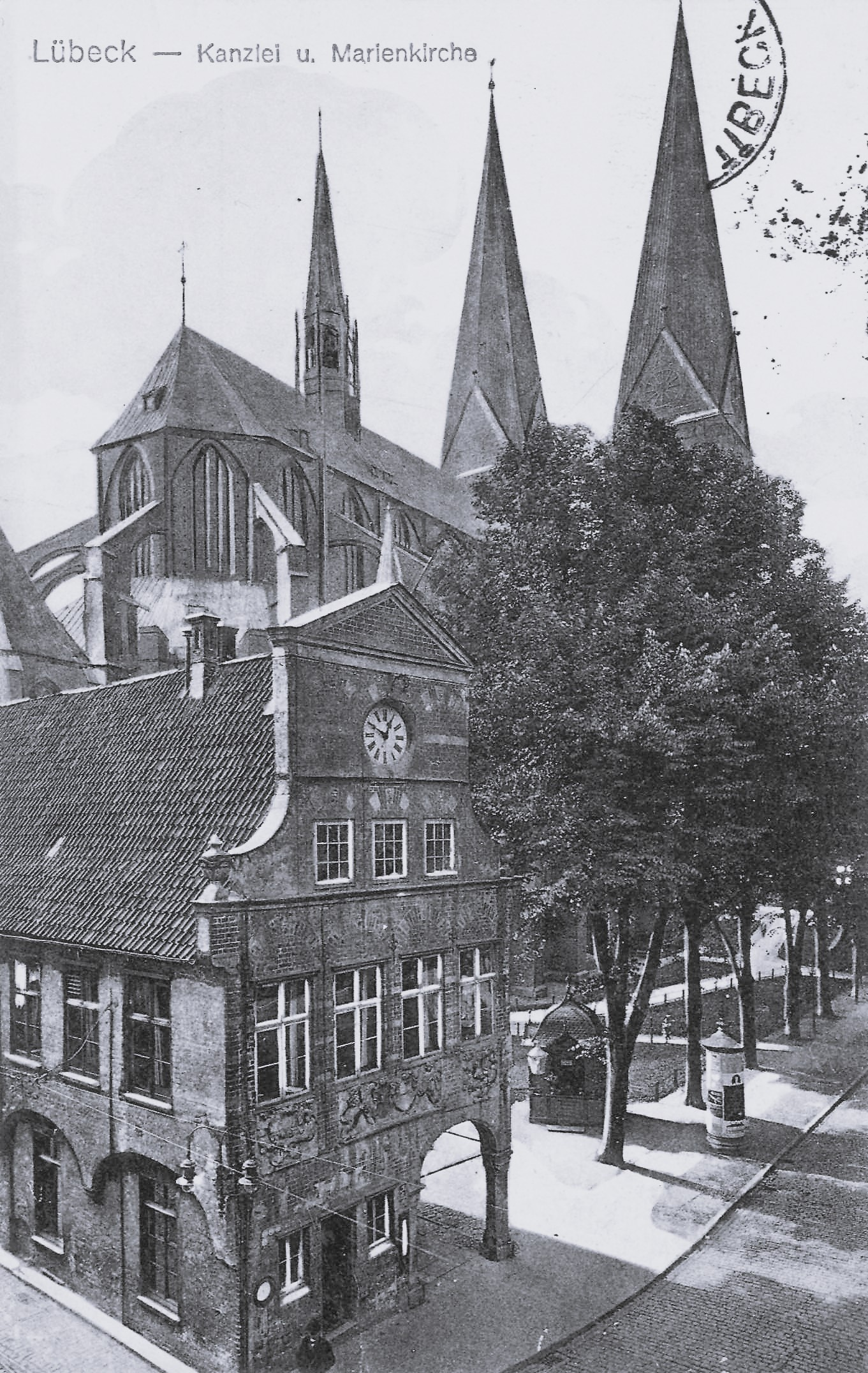
Chancellerie (de)

## Politique
Après 1945, sous administration britannique, Lübeck adopte un système bicéphale séparant la représentation politique et la direction administrative : un président de la Bürgerschaft (Stadtpräsident) présidant l’assemblée municipale, et un Oberstadtdirektor chargé de l’exécutif. Cette organisation, introduite en 1946, s’inscrivait dans le cadre des réformes administratives du Schleswig-Holstein. En 1950, les fonctions sont stabilisées : le Stadtpräsident reste chef de l’assemblée, tandis que le Bürgermeister dirige l’administration.
Depuis la réforme municipale de 1997, le Bürgermeister (maire exécutif) est élu directement au suffrage universel pour un mandat de six ans. Bernd Saxe (SPD) est élu en 2000, réélu en 2005 et 2011, avant de quitter ses fonctions en avril 2018. Jan Lindenau (SPD) lui succède le 1ᵉʳ mai 2018 et est réélu en 2023 avec 65,8 % des suffrages au second tour face à la candidate de la CDU. La mairie exécutive est détenue par le SPD sans interruption depuis 1988.
La composition de la Bürgerschaft a évolué vers un paysage fragmenté : lors du scrutin municipal du 14 mai 2023, la CDU, le SPD et les Grünen ont chacun obtenu environ 22–24 % des voix, loin de la majorité absolue, rendant nécessaires des alliances ponctuelles. Cette répartition, conjuguée à la progression de l’AfD et à l’apparition de nouveaux partis comme Volt, a renforcé la culture de compromis au sein de l’assemblée municipale.

### Liste des maires
| Période                                  | Période | Identité                | Étiquette | Qualité |
| ---------------------------------------- | ------- | ----------------------- | --------- | ------- |
| 1950                                     | 1956    | Otto Passarge (de)      | SPD       |         |
| 1956                                     | 1959    | Walther Böttcher (de)   | CDU       |         |
| 1959                                     | 1970    | Max Wartemann (de)      |           |         |
| 1970                                     | 1976    | Werner Kock (de)        | SPD       |         |
| 1976                                     | 1988    | Robert Knüppel (de)     | CDU       |         |
| 1988                                     | 2000    | Michael Bouteiller (de) | SPD       |         |
| 2000                                     | 2017    | Bernd Saxe (de)         | SPD       |         |
| 2017                                     | -       | Jan Lindenau (de)       | SPD       |         |
| Les données manquantes sont à compléter. |         |                         |           |         |

### Élections municipales – Bürgerschaft (14 mai 2023)
| Parti                      | % des voix 2023 | % des voix 2018 | Évolution (pts) | Sièges 2023 |
| -------------------------- | --------------- | --------------- | --------------- | ----------- |
| CDU                        | 23,9            | 24,7            | −0,8            | 12          |
| SPD                        | 23,0            | 27,6            | −4,6            | 11          |
| Bündnis 90/Die Grünen      | 22,6            | 15,4            | +7,2            | 11          |
| AfD                        | 8,6             | 5,1             | +3,5            | 4           |
| FDP                        | 5,6             | 4,1             | +1,5            | 3           |
| Die Linke                  | 3,1             | 4,8             | −1,7            | 2           |
| Bürger für Lübeck (BfL)    | 2,3             | 2,3             | 0,0             | 1           |
| Die PARTEI                 | 1,8             | 2,6             | −0,8            | 1           |
| Freie Wähler               | 1,8             | 2,5             | −0,7            | 1           |
| Volt                       | 1,5             | —               | +1,5            | 1           |
| Indépendants (Unabhängige) | 2,1             | 8,0             | −5,9            | 1           |

Taux de participation : 41,6 %.

### Élection du Maire – Stichwahl (26 novembre 2023)
.

## Jumelages
- Kotka (Finlande) depuis 1969
- Wismar (Allemagne) depuis 1987
- La Rochelle (France) depuis 1988
- Klaipėda (Lituanie) depuis 1990
- Visby (Suède) depuis 1999
- Venise (Italie) depuis 1979
- Kawasaki (Kanagawa) (Japon) depuis 1992
- Bergen (Norvège) depuis 1996
- Évreux (France) depuis 2006
- Szczecin (Pologne)
- Saint-Nazaire (France)

## Anecdotes
- Des scènes du film Nosferatu le vampire (Nosferatu, eine Symphonie des Grauens) de Friedrich Wilhelm Murnau ont été tournées à Lübeck, de même que quelques scènes de la réadaptation Nosferatu, fantôme de la nuit de Werner Herzog.
- L'expression « cône de Lübeck » qui désigne un cône de chantier (Lübecker Hütchen, « chapeau de Lübeck » en allemand) vient du fait que ces derniers ont longtemps été produits dans cette ville[41].

## Personnalités liées à Lübeck
Lübeck a vu naître :
- Johannes Kirchmann (1575-1643), philologue.
- Godfrey Kneller (1646-1723), peintre portraitiste, auteur en particulier d'un portrait d'Isaac Newton en 1689.
- Johann Friedrich Overbeck (1789-1869), peintre.
- Hermann von Fehling (1812-1885), chimiste.
- Adolf Klügmann (1837-1880), archéologue et numismate.
- Else Gütschow (1865-1908), enseignante et historienne de l'art, première docteure de l'université de Strasbourg en 1906.
- Heinrich Mann (1871-1950), écrivain.
- Thomas Mann (1875-1955), écrivain, prix Nobel de littérature en 1929.
- Willy Brandt (1913-1992), homme politique, chancelier, prix Nobel de la paix en 1971.
- Wilhelm Mohnke (1911-2001), SS-Brigadeführer, il est l’un des 120 membres d’origine de la SS-Stabswache Berlin formée en mars 1933.
- Günter Grass (1927-2015), écrivain, prix Nobel de littérature en 1999, a vécu près de Lübeck.
- Björn Engholm (1939- ), homme politique, ministre-président du Schleswig-Holstein.
- Eberhard Godt (1900-1991), contre-amiral allemand, chef des U-boat durant la Seconde Guerre mondiale.
- Jonas Nay (1990- ), acteur et chanteur allemand, plus connu pour la série Deutschland 83.

À Lübeck sont décédés :
- Bernt Notke, peintre et sculpteur (né vers 1435 - décédé en 1509).
- Dietrich Buxtehude, compositeur, a vécu et enseigné à Lübeck (né à Bad Oldesloe en 1637 - mort à Lübeck en 1707).
- Wilhelm Rohr, commandant du Sturm-Bataillon Nr.5 (né à Metz en 1877 - mort à Lübeck en 1930).
- Ernst Albert (1859-1936), acteur de théâtre et biologiste.

Autres personnalités liées à la ville :
- Annedore Leber (1904-1968) résistante, femme politique, journaliste et éditrice
- Hugo Distler (1908-1942), organiste
- Mathieu Carrière (1950-), acteur
- Rasmus Svane (1997-) joueur d'échecs